# 1963年の日本グランプリ (ロードレース)
1963年の日本グランプリは、ロードレース世界選手権の1963年シーズン第12戦として、11月10日に三重県の鈴鹿サーキットで開催された。日本グランプリとしては前年に続いて2度目の開催であったが、世界選手権としては初めての開催となった。
レースは50cc、125cc、250cc、350ccの4クラスが開催予定であったが、350cc（25周）は出走したのはホンダのライダー3名のみで、選手権の対象外とされた。
最終戦まで2クラスのタイトルが未定であった。125ccはヒュー・アンダーソンが5位に入って、50ccに次いでタイトルを獲得した。250ccはジム・レッドマンが勝利してタイトルを獲得、既に獲得していた350ccのタイトルに次いで2つ目のタイトルとなった。
50ccはアンダーソンが既にタイトルを獲得していたが、ホンダのルイジ・タベリがアンダーソンを抑えて優勝した。

## 250ccクラス決勝結果
スズキはホームレースとなる本GPで2ストローク4気筒エンジンを搭載した新型を投入、エルンスト・デグナー、フランク・ペリスとヒュー・アンダーソンに託した。デグナーは第1ラップで転倒しマシンが炎上してリタイア、ペリスはデグナーを救助するためにレースを放棄し、アンダーソンのみが10位で完走した。
| 順位 | ライダー                   | 車両     | タイム       | ポイント |
| ---- | -------------------------- | -------- | ------------ | -------- |
| 1    | ジム・レッドマン           | ホンダ   | 1h 01' 34" 3 | 8        |
| 2    | 伊藤史朗                   | ヤマハ   | +0" 1        | 6        |
| 3    | フィル・リード             | ヤマハ   | +17" 9       | 4        |
| 4    | タルクィニオ・プロヴィーニ | モリーニ | +1' 05" 5    | 3        |
| 5    | ルイジ・タベリ             | ホンダ   | +1' 37" 4    | 2        |
| 6    | 粕谷勇                     | ホンダ   |              | 1        |

## 125ccクラス決勝結果
| 順位 | ライダー             | 車両   | タイム    | ポイント |
| ---- | -------------------- | ------ | --------- | -------- |
| 1    | フランク・ペリス     | スズキ | 53' 11" 9 | 8        |
| 2    | ジム・レッドマン     | ホンダ | +4"       | 6        |
| 3    | エルンスト・デグナー | スズキ | +12" 9    | 4        |
| 4    | トミー・ロブ         | ホンダ | +13" 6    | 3        |
| 5    | ヒュー・アンダーソン | スズキ | +55" 5    | 2        |
| 6    | 伊藤光夫             | スズキ | +1' 32" 8 | 1        |

## 50ccクラス決勝結果
タイトル争いはクライドラーのハンス＝ゲオルグ・アンシャイトがメカニカルトラブルのため撤退し、スズキのヒュー・アンダーソンが獲得することで事実上終了した。
順位では10位に入ったのみであったが、デイブ・シモンズが率いるトーハツは翌年のレースに継続的に参加する意向を発表した。
| 順位 | ライダー             | 車両   | タイム    | ポイント |
| ---- | -------------------- | ------ | --------- | -------- |
| 1    | ルイジ・タベリ       | ホンダ | 41' 34" 7 | 8        |
| 2    | ヒュー・アンダーソン | スズキ | +34" 1    | 6        |
| 3    | 増田俊吉             | スズキ | +1' 00" 9 | 4        |
| 4    | 市野三千雄           | スズキ |           | 3        |
| 5    | 島崎貞夫             | ホンダ |           | 2        |
| 6    | 伊藤光夫             | スズキ |           | 1        |
| 7    | エルンスト・デグナー | スズキ |           |          |

## 参照
1. ↑   La stagione 1963 su racingmemo.free